# Печище
Пе́чище — село в Україні,  у Садівській сільській громаді Сумського району Сумської області. Населення становить 350 осіб. До 2020 орган місцевого самоврядування — Сульська сільська рада.

## Географія
Село Печище знаходиться на березі річки Сула (в основному на лівому), вище за течією на відстані в 0,5 км розташоване село Сула, нижче за течією на відстані 1 км розташоване село Хутір. По селу протікає пересихаючий струмок з греблею.
Село розташоване в надзвичайно мальовничій місцині Присулля.

## Історія
1987 року до Печища приєднані села Липівка та Орлине.
12 червня 2020 року, відповідно до Розпорядження Кабінету Міністрів України № 723-р «Про визначення адміністративних центрів та затвердження територій територіальних громад Сумської області» увійшло до складу Садівської сільської громади.
19 липня 2020 року, в результаті адміністративно-територіальної реформи та ліквідації Сумського району(1923—2020), село увійшло до складу новоутвореного Сумського району.

## Відомі люди
У селі 9 вересня 1948 року народилися:
- Настенко Олексій Максимович — бригадир слюсарів-складальників Сумського машинобудівного заводу імені Фрунзе Сумської області. Депутат Верховної Ради СРСР 6-го скликання.
- Олексій Іванович Остапенко — доктор юридичних наук.

## Галерея

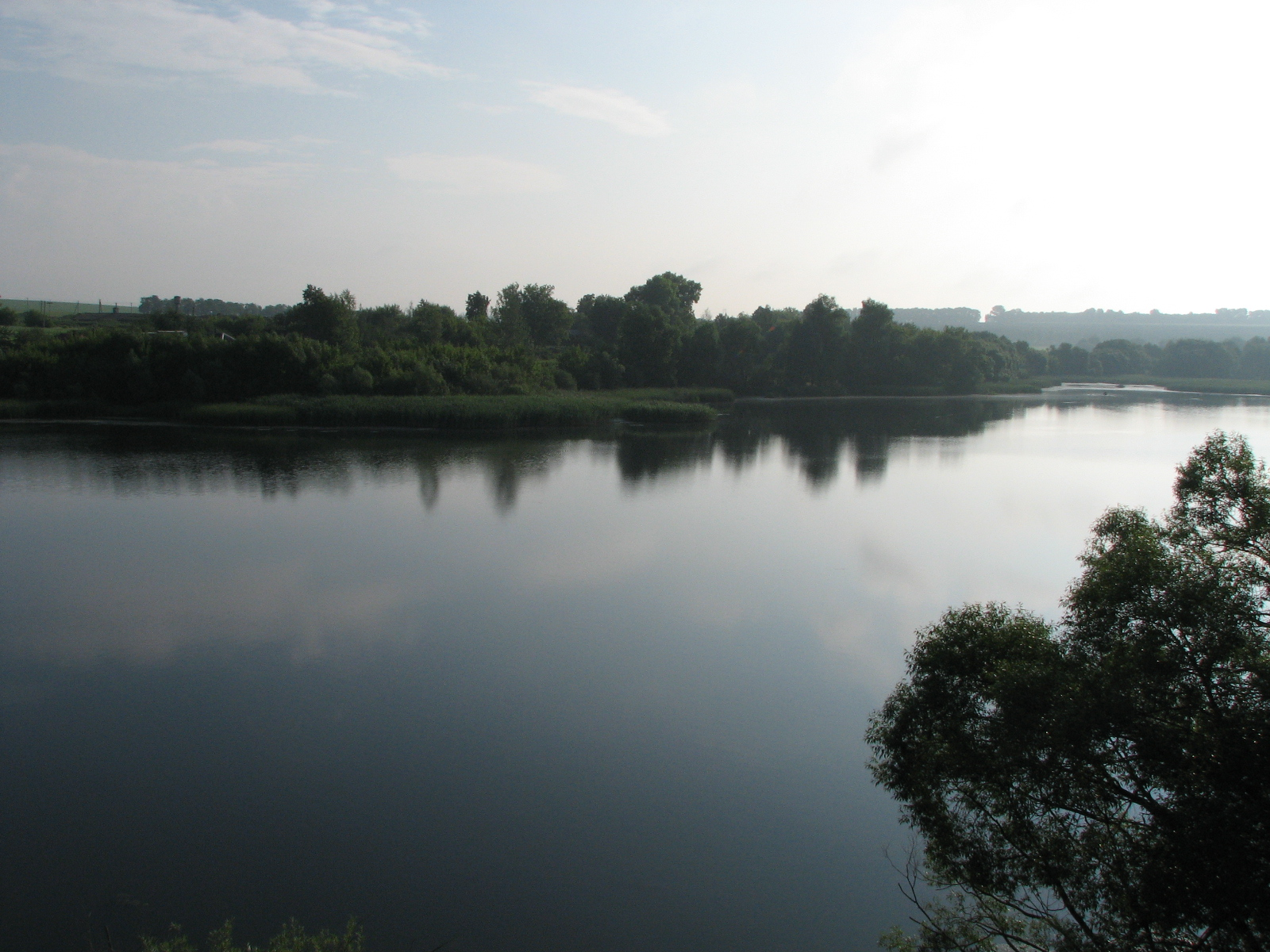
Сула біля Печища, серпень 2008 року
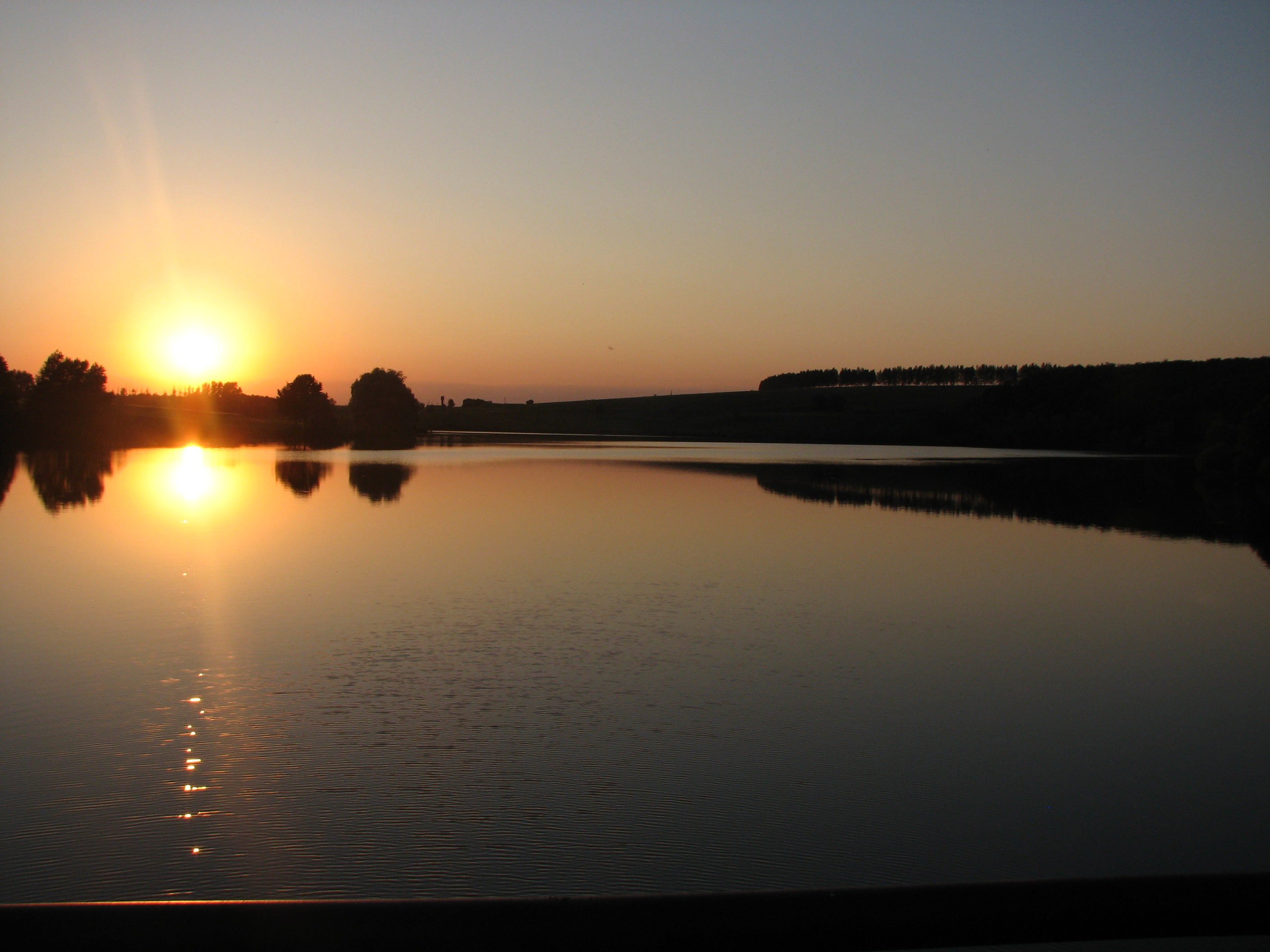
Сула червневого надвечір'я 2009 року
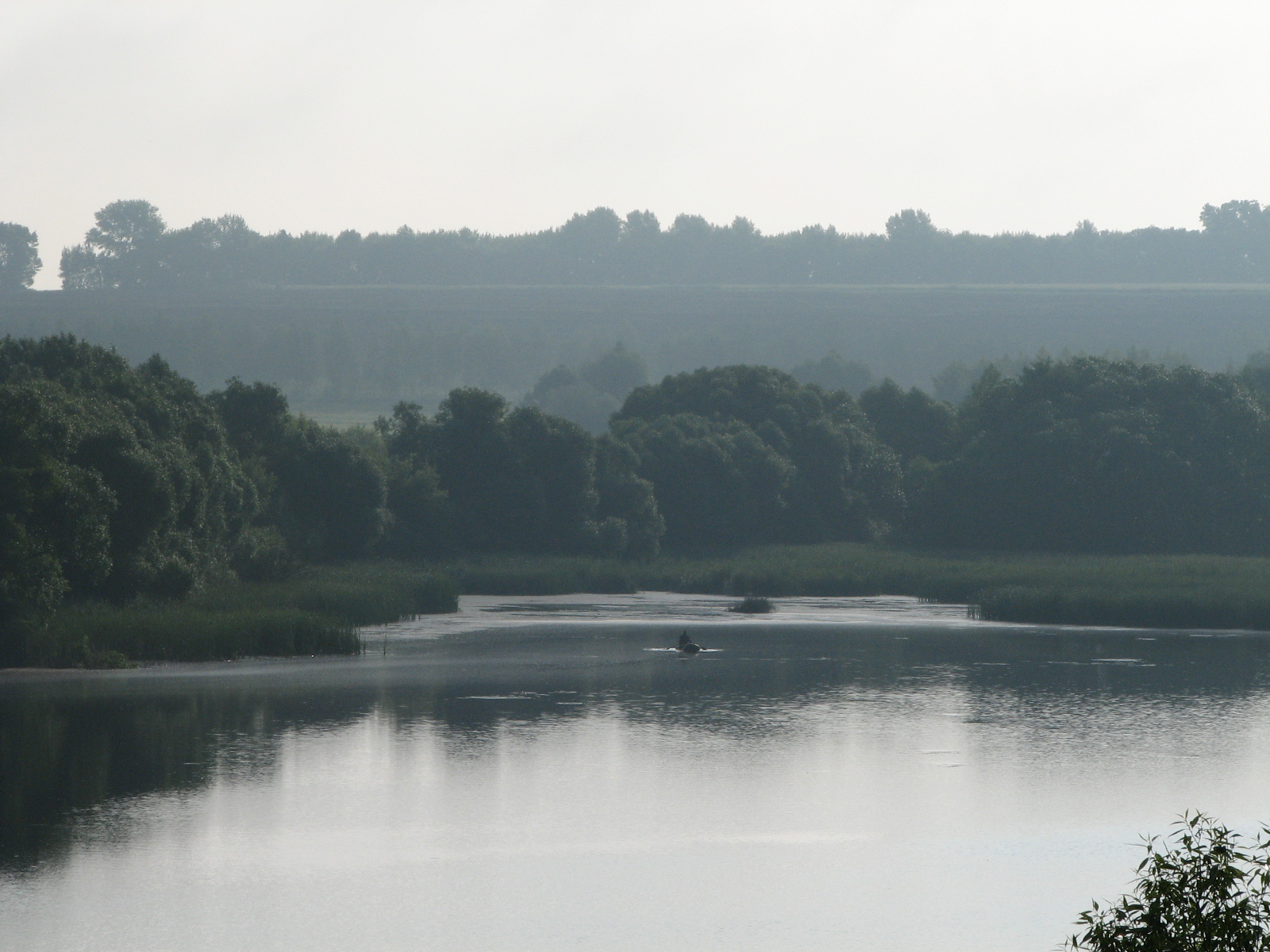